# BBC Telstar Hesperingen
Der BBC Telstar Hesperingen (luxemburgisch: BBC Telstar Hesper, offiziell: B.B.C. Telstar Hesperange-Howald) ist ein luxemburgischer Basketballverein aus der Gemeinde Hesperingen. Gegründet wurde der Verein am 22. Februar 1972. Die Vereinsfarben sind Blau und Gelb.
Der Verein ist Mitglied des nationalen Basketballverbandes FLBB. In der Saison 2020/2021 spielt die Herrenmannschaft in der Total League und die Damenmannschaft in der Nationale 2, der zweithöchsten Liga des Landes.

## Geschichte
Die ersten offiziellen Begegnungen des Vereins fanden im Schulhof der Grundschule in Hesperingen statt, bevor man von 1977 bis 2000 in der Sporthalle hinter der Grundschule in Howald spielte. Seit 2000 spielt der Verein im Sportkomplex auf dem Holleschberg in Hesperingen.
Im Jahr 2020 schaffte die Herrenmannschaft den erstmaligen Aufstieg in die Total League, die höchste Spielklasse des Landes.

## Erfolge

### Damen
Gewinner Coupe FLBB (2003)

### Cadettes
Gewinner Coupe des Cadettes (2014)